# Martinus Coronaeus (Pastor, 1539)
Martinus Coronaeus (latinisiert aus: Krey) (* um 1539 in St. Margarethen; † 25. Februar 1585 in Kiel) war ein deutscher evangelisch-lutherischer Pastor.

## Leben und Wirken
Martinus Coronaeus war ein Sohn von Martin Krey (latinisiert: Coronaeus) und einer namentlich nicht bekannten Frau. Sein Vater war Magister und war ungefähr von 1525 bis 1545 als erster lutherischer Pastor von St. Margarethen tätig.
Coronaeus selbst erklärte in der Widmung der Gedenkschrift für Johann Rantzau, dass er überwiegend in dessen Haus und von dessen Familie erzogen worden sei. Außerdem dankte er ihm für viele Wohltaten. Unklar ist, welchen Zeitraum er damit meinte. Sichere Belege existieren nur für Aufenthalte auf der Breitenburg und Unterstützung durch Rantzaus Sohn Heinrich Rantzau, die er jedoch erst nach seinem Studium erhielt. Coronaeus begann im Herbst 1557 ein Theologiestudium an der Universität Wittenberg, wo er wahrscheinlich bei Melanchthon hörte. Außerdem beschäftigte er sich mit Astronomie, wofür sich auch Heinrich Rantzau interessierte. Nach dem Magisterabschluss arbeitete Coronaeus ab 1565 als Hauslehrer der Söhne Rantzaus. Als im selben Jahr Johann Rantzau starb, schrieb vermutlich Heinrich Rantzau eine Denkschrift, zu der Coronaeus nur die Widmung verfasst haben dürfte.
Sein Gönner Rantzau setzte sich dafür ein, dass Coronaeus 1567 eine Pfarrstelle in Beidenfleth erhielt. Wahrscheinlich verhalf ihm sein gutes Verhältnis zu Generalsuperintendent Paul von Eitzen 1570 zum Wechsel an die St.-Nikolai-Kirche in Kiel, an der er bis zu seinem Lebensende Hauptpastor war.
Als sich Kursachsen um eine Einigung des deutschen Luthertums durch die Konkordienformel bemühte, ergriff Coronaeus Partei für von Eitzen, der Melanchthon als bedeutendste theologische Autorität betrachtete und sich gegen die Konkordie stellte. 1576 unterzeichnete Coronaeus eine kritische Stellungnahme zum sogenannten Torgischen Buch, das eine Vorarbeit zur Konkordie darstellte. Gemeinsam mit 17 weiteren Gottorfer Theologen schrieb er im Dezember 1579 ein kritisches Gutachten über das sogenannte Bergische Buch. Im selben Jahr äußerte er sich bei Predigten derart polemisch über die Konkordie und deren norddeutsche Unterstützer, dass der Lübecker Superintendent Andreas Pouchenius der Ältere aus diesem Grund beim Kieler Rat eine Beschwerde über ihn einreichte.
Coronaeus hatte eine wahrscheinlich wertvolle Bibliothek. Herzog Adolf von Schleswig-Holstein-Gottorf kaufte aus dem Nachlass mehrere Bücher, ließ Coronaeus‘ Witwe aber erst fünf Jahre nach dem Tod ihres Mannes Geld hierfür zukommen.
Aus Coronaeus’ Ehe mit seiner namentlich nicht bekannten Frau († nach 1590) sind drei Söhne nachzuweisen, die ebenfalls Pastoren wurden. Sein gleichnamiger Enkel war wie sein Vater Pastor an der Flintbeker Kirche und verfasste mehrere chronistische Werke.